# William Rowley (Admiral)

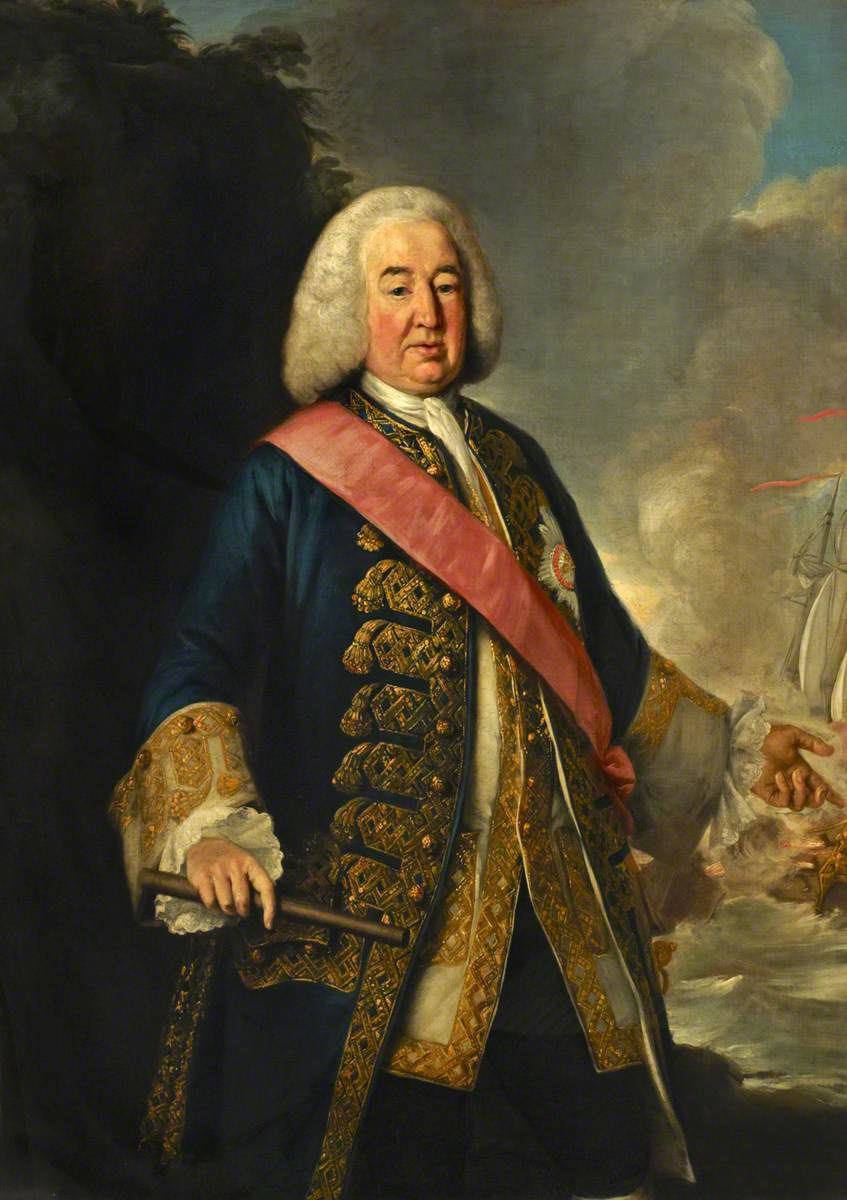
Sir William Rowley

Sir William Rowley KB (* um 1690; † 1. Januar 1768) war ein britischer Marineoffizier, zuletzt im Rang eines Admiral of the Fleet.

## Leben
William Rowley wurde um 1690 als Sohn seines gleichnamigen Vaters geboren. Vor dem Jahr 1729 heiratete er Arabella Dawson. Aus der Ehe gingen vier Söhne und eine Tochter hervor, unter anderem Clotworthy und Joshua Rowley.
Rowley trat 1704 als Freiwilliger in die Royal Navy ein und diente unter dem Kommando von Captain John Norris. 1708 erfolgte seine Beförderung zum Lieutenant. Als solcher diente er bis Mai 1713 auf der Somerset. 1716 wurde er zum Captain befördert und erhielt das Kommando über die Bideford. Für die nächsten zwei Jahre hielt er sich mit der Bideford vor Gibraltar auf und ging gegen saléische Piraten vor. 1719 wechselte er auf die Lively, die an der Küste von Irland, vornehmlich zwischen Dublin und Carrickfergus, operierte. 1739 wurde ihm das Kommando über die Ripon angeboten, er lehnte jedoch ab, da er juristische Probleme zu klären hatte und dafür zunächst an Land bleiben wollte. Anfang 1741 übernahm er schließlich die Barfleur, die Teil der britischen Flotte im Mittelmeer unter dem Kommando von Nicholas Haddock, sowie später unter dessen Nachfolger als Oberkommandierenden, Thomas Mathews, war. 1743 erfolgte Rowleys Beförderung zum Rear-Admiral. Während der Seeschlacht bei Toulon befehligte er die Vorhut der britischen Flotte. Trotz des für das Vereinigte Königreich unbefriedigenden Ausgangs der Schlacht, wurden Rowleys Entscheidungen anders als die der anderen Befehlshaber nicht in Frage gestellt. Im Juni 1744 wurde er zum Vice-Admiral befördert und übernahm im August schließlich als Nachfolger Mathews´ den Oberbefehl über die britische Flotte im Mittelmeer. Im Juli 1745 wurde er nach England zurückbeordert. Dem vorausgegangen war ein Kriegsgerichtsverfahrens gegen Captain Richard Norris, den Sohn John Norris, bei dem Rowley den Vorsitz innegehabt hatte, das als parteiisch kritisiert wurde. Am 30. April 1745 verabschiedete das House of Commons im Zuge der Untersuchungen bezüglich der Seeschlacht bei Toulon eine Resolution, die das Verfahren als „parteiisch, willkürlich und illegal“ bezeichnete. Die Admiralität der Royal Navy bewertete Rowleys´ Rolle in dem Verfahren ebenfalls als ungebührlich und ordnete besagte Rückkehr nach England an. Rowley kehrte danach nie wieder auf See zurück. Trotz dieses Vorfalls wurde Rowley am 15. Juli 1747 zum Admiral of the Blue und schließlich am 12. Mai 1748 zum Admiral of the White befördert. 1749 erhielt er den Titel Rear-Admiral of Great Britain.
Rowley war ein Freund des Politikers Charles Wyndham, auf dessen Wunsch er 1750 dessen Sitz im House of Commons für das Borough Taunton übernahm. Rowley gehörte dem House of Commons bis 1761 an. Ab 1754 jedoch für das Borough Portsmouth.
Wyndham wiederum ermöglichte seinem Freund einen Sitz in der Admiralität der Royal Navy. Rowley fungierte nun von Juni 1751 bis November 1756 als Lord Commissioner of the Admiralty in selbiger. Mit dem Rücktritt von Thomas Pelham-Holles, 1. Duke of Newcastle-upon-Tyne verlor Rowley diesen Posten wieder. Als Holles Nachfolger William Cavendish, 4. Duke of Devonshire 1757 bereits wieder von Thomas Pelham-Holles abgelöst wurde, wurde Rowley für kurze Zeit von April bis Juli 1757 erneut Lord Commissioner of the Admiralty in der Admiralität der Royal Navy. 1762 erfolgte seine Ernennung zum Admiral of the Fleet.
Am 12. Dezember 1753 wurde er als Knight Companion des Order of the Bath geadelt.

## Familie
William Rowley begründete die maritime Tradition seiner Familie. Unter anderem sein Sohn Sir Joshua Rowley, 1. Baronet, sowie seine Enkel Sir Josias Rowley, 1. Baronet, Charles Rowley, Samuel Campbell Rowley und George Martin erreichten hohe Ränge in der Royal Navy.